# گریت بردون
گریت بردون (به انگلیسی: Great Burdon) یک روستا و محله مدنی در بریتانیا است که در Darlington واقع شده‌است. گریت بردون ۲۱۱ نفر جمعیت دارد.